# Medina mexicana
Medina mexicana är en tvåvingeart som först beskrevs av Giglio-tos 1893.  Medina mexicana ingår i släktet Medina och familjen parasitflugor. Inga underarter finns listade i Catalogue of Life.